# Böszörményi László (országgyűlési képviselő)
Böszörményi László (Kopócsapáti, 1822. november 1. – Pest, 1869. március 24.) honvédszázados, központi választmányi tag, országgyűlési képviselő.

## Élete

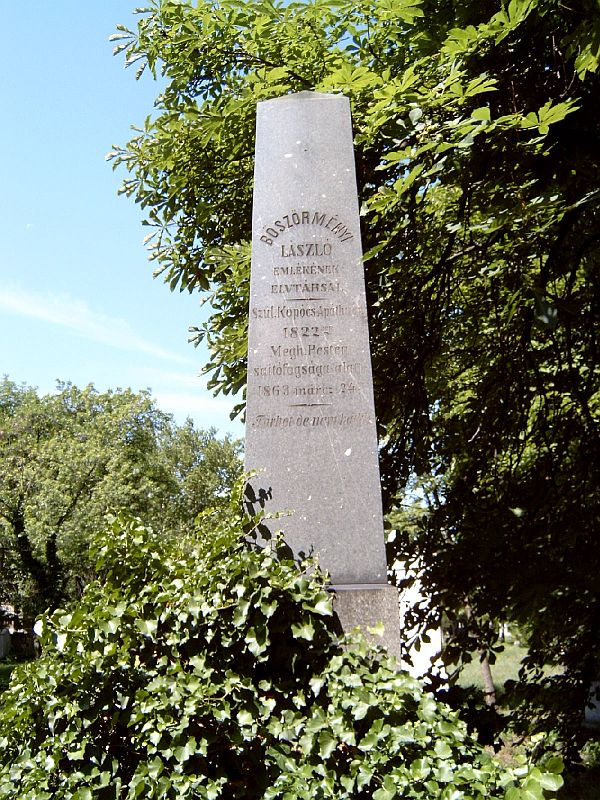
Böszörményi László sírja Budapesten. Kerepesi temető: 26/1-1/a-25.

Böszörményi László és Turótzi Éva fia. Középiskoláit Sárospatakon végezte, ahol jogot kezdett hallgatni, majd a pesti tudományegyetem jogi karán szerezte meg ügyvédi oklevelét. Nagykállóban telepedett le, s ügyvédként praktizált. 1848-ban a 48-as zászlóaljhoz állt be honvédként. Részt vett Buda ostromában és jelen volt a júniusi-júliusi Komárom körüli csatákban is. Itt kapitulált, mint honvéd százados. A Komárom védőinek biztosított szabad elmenetelnek köszönhetően visszatelepedett Nagykállóba, s folytatta az ügyvédkedést.
1861-ben Szabolcs vármegye megválasztotta főjegyzőjének, a nagykállói kerület pedig 1861-ben és 1865-ben is országgyűlési képviselőjének. Ez időtől fogva haláláig a Határozati Párt, majd a Balközép Párt balszárnyának, a Szélsőbalnak, illetve az abból alakult 1848-as Pártnak egyik vezéreként működött az országgyűlésen és a hírlapi pályán. 1867. április 1-jén alapította a Magyar Ujságot, melyet megromlott egészsége dacára 1868. június 20-áig szerkesztett; majdnem naponta írva bele cikkeket. Kossuth Lajos levelének közléséért sajtóperbe fogták, az esküdtszék egy évi fogságra itélte. A tüdőbaj mellett jelentkező szívbetegsége felborította keringését és „vízkór” (ödéma) lépett fel nála, amibe a börtönben belehalt. Beszédeit az országgyűlési naplók, a politikai napilapok és különösen saját lapja a Magyar Ujság közölte.
Temetése 1869. március 26-án délután zajlott, a Kerepesi úti sírkertben helyezték nyugalomra.

## Munkái
1. Beszéde. Debreczen, 1861. (Révész Imre beszédével együtt)
2. Beszéde. Pest, 1861. (Pap Jánoséval)